# Smash (album de Martin Solveig)
Pour les articles homonymes, voir Smash (homonymie).
Albums de Martin Solveig
C'est la vie
(2008)
Singles
Smash est le cinquième album studio du DJ et producteur de musique électronique français Martin Solveig. Il est sorti le 6 juin 2011 sous le label Mercury Records. L'album a été précédé par la sortie du single Boys and Girls (déjà présent sur la réédition de l'album C'est La Vie) en collaboration avec le groupe électro-pop canadien Dragonette le 5 octobre 2009, qui a eu un succès limité. Le deuxième single Hello sorti le 27 septembre 2010 est lui devenu un succès mondial, devenant numéro un dans cinq pays. Ready 2 Go est sorti le 28 mars 2011 avec la collaboration du chanteur anglais Kele Okereke. L'album Smash se classe dans 4 hit-parades de pays différents en Allemagne, en Belgique, en Suisse et en France, où le single se classe le mieux avec un pic à la 18e place.

## Liste des titres
| No  | Titre                                                             | Auteur                                            | Producteur(s)                    | Durée      |
| --- | ----------------------------------------------------------------- | ------------------------------------------------- | -------------------------------- | ---------- |
| 1.  | Hello (interprété par Dragonette)                                 | Martin Solveig, Martina Sorbara                   | Martin Solveig                   | 4 min 41 s |
| 2.  | Ready 2 Go (interprété par Kele Okereke)                          | Kele Okereke, Martin Solveig                      | Martin Solveig                   | 4 min 24 s |
| 3.  | The Night Out (interprété par Martin Solveig)                     | Martin Solveig                                    | Martin Solveig                   | 4 min 43 s |
| 4.  | Can't Stop (interprété par Dragonette)                            | Martin Solveig, Martina Sorbara, Michaël Tordjman | Martin Solveig, Michaël Tordjman | 3 min 37 s |
| 5.  | Racer 21 (instrumental)                                           | Martin Solveig, Michaël Tordjman                  | Martin Solveig, Michaël Tordjman | 3 min 10 s |
| 6.  | We Came to Smash (In a Black Tuxedo) (interprété par Dev)         | Dev, Julien Jabre, Martin Solveig                 | Julien Jabre, Martin Solveig     | 3 min 23 s |
| 7.  | Big in Japan (interprété par Dragonette et Idoling!!!)            | Martin Solveig, Martina Sorbara                   | Martin Solveig                   | 4 min 18 s |
| 8.  | Get Away from You (interprété par Martin Solveig)                 | Martin Solveig                                    | Martin Solveig                   | 2 min 24 s |
| 9.  | Boys and Girls (interprété par Martin Solveig et Martina Sorbara) | Martin Solveig                                    | Martin Solveig                   | 3 min 44 s |
| 10. | Let's Not Play Games (interprété par Sunday Girl)                 | Julien Jabre, Martin Solveig, Jade Williams       | Julien Jabre, Martin Solveig     | 3 min 14 s |

| 11. | Ready 2 Go (Arno Cost Remix) (featuring Kele) | 6 min 46 s |
| 12. | Hello (Sidney Samson Remix) (avec Dragonette) | 5 min 18 s |
| 13. | Ready 2 Go (Hardwell Remix) (featuring Kele)  | 6 min 34 s |
| 14. | Hello (Michael Woods Remix) (avec Dragonette) | 7 min 18 s |

## Crédits
- Tom Coyne - mastering
- Dev - chanteuse, chœurs
- Dragonette - chant, chœurs
- Jean-Baptiste Gaudray - guitare
- Idoling!!! - chanteuses, chœurs
- Julien Jabre - instruments, programmation
- Kele Okereke - chanteur, chœurs
- Martin Solveig - chanteur, chœurs, instruments, programmation
- Martina Sorbara - chanteuse, chœurs
- Sunday Girl - chanteuse, chœurs
- Michaël Tordjman - instruments, programmation
- Philippe Weiss - mixage, mastering
- Mixé à Red Room Studio, Suresnes
- Masterisé à Sterling Sound, New York
  - Ready 2 Go masterisé à Red Room Studio

## Classement par pays
| Classement (2011)                    | Meilleure position |
| ------------------------------------ | ------------------ |
| Belgique Classement album (Wallonie) | 37                 |
| France Classement album              | 18                 |
| Allemagne Classement album           | 84                 |
| Suisse Classement album              | 77                 |

## Historique de sortie
| Pays       | Date              | Format             | Label                     |
| ---------- | ----------------- | ------------------ | ------------------------- |
| France     | 6 juin 2011       | Téléchargement     | Mercury France, Universal |
| France     | 13 juin 2011      | CD                 | Mercury France, Universal |
| Espagne    | 6 juin 2011       | CD                 | Vendetta Records          |
| Allemagne  | 17 juin 2011      | CD, téléchargement | Kontor Records            |
| Pologne    | 1er juillet 2011  | CD                 | Magic Records             |
| Canada     | 18 septembre 2012 | CD                 | Atlantic, WEA             |
| États-Unis | 28 septembre 2012 | CD                 | Big Beat Records          |